# Championnats d'Europe de gymnastique rythmique 2009
Navigation
Turin 2008 Brême 2010
Le 25es Championnats d'Europe de gymnastique rythmique  aura lieu à Bakou en Azerbaïdjan. Les compétitions se dérouleront du 15 au 17 mai 2009.

## Podiums

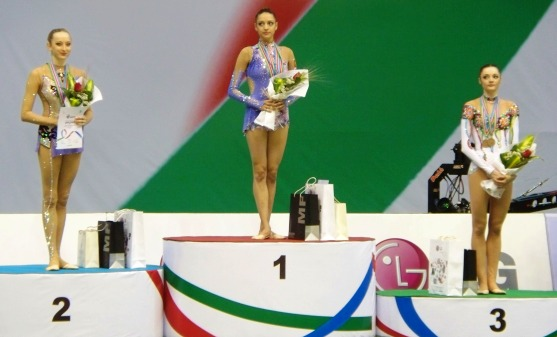
Un podium.

| Épreuves                                        | Or                                                  | Argent                                                  | Bronze                                                   |
| ----------------------------------------------- | --------------------------------------------------- | ------------------------------------------------------- | -------------------------------------------------------- |
| Concours par équipe                             |                                                     |                                                         |                                                          |
| Concours général par équipe résultats détaillés | Russie Evguenia Kanaïeva Olga Kapranova Vera Sesina | Azerbaïdjan Aliya Garaeva Anna Gurbanova Zeynab Javadli | Ukraine Anna Bessonova Darya Kushnerova Alina Maksimenko |
| Finales individuelles                           |                                                     |                                                         |                                                          |
| Corde résultats détaillés                       | Evguenia Kanaïeva (RUS)                             | Vera Sesina (RUS)                                       | Anna Bessonova (UKR)                                     |
| Cerceau résultats détaillés                     | Evguenia Kanaïeva (RUS)                             | Vera Sesina (RUS)                                       | Anna Bessonova (UKR)                                     |
| Ballon résultats détaillés                      | Evguenia Kanaïeva (RUS)                             | Anna Bessonova (UKR)                                    | Anna Gurbanova (AZE)                                     |
| Ruban résultats détaillés                       | Evguenia Kanaïeva (RUS)                             | Vera Sesina (RUS)                                       | Anna Bessonova (UKR)                                     |

## Tableau des médailles
| Rang | Nation | Or | Argent | Bronze | Total |
| ---- | ------ | -- | ------ | ------ | ----- |
| 1    | -      |    |        |        |       |